# Aristide (prénom)
Pour les articles homonymes, voir Aristide.
Aristide est un prénom masculin français issu du grec ancien Αριστείδης. Il est fêté le 31 août.

## Équivalents
- Espagnol : Arístides
- Grec : Αριστείδης (Aristeídis)
- Hongrois : Arisztid
- Roumain : Aristidi

## Personnalités
Sport
- Aristide Bancé (né en 1984), footballeur international burkinabé ;
- Aristide Barraud (né en 1989), joueur de rugby à XV français ;
- Aristide Guarneri (né en 1938) footballeur puis entraîneur italien ;
- Aristide Gorelli (né en 1915) footballeur français ;
- Aristide Bègue (né en 1994) biathlète français ;
- Aristide Gromer (né en 1908) joueur d'échecs français ;
- Arístides Rojas (né en 1970) joueur de football international paraguayen ;
- Entrepreneuriat
- Aristide Berges (1833-1904), ingénieur hydraucalien français ;
- Aristide Boucicaut (1810-1877), entrepreneur et homme d'affaires français
- Aristide Mau ( 1878-1945 )
- Politique
- Jean-Bertrand Aristide
- Aristide Briand (1862-1932), homme politique et diplomate français ;
- Aristides de Sousa Mendes
- Aristide Denfert-Rochereau
- Autres
- Aristide Bruant (1851-1925), chansonnier et écrivain français ;
- Aristide Cavaillé-Coll (1811-1899), l'un des plus grands facteur d'orgue du XIXe siècle ;
- Aristide Maillol (1861-1944), peintre graveur et sculpteur français.
- Aristide Tarnagda, dramaturge burkinabè contemporain, Grand prix littéraire d'Afrique noire 2018.
- Gréce Antique
- Aristide d'Athènes
- Aristide de Thèbes